# Município de Washington (condado de Tuscarawas, Ohio)
O município de Washington (em inglês: Washington Township) é um município localizado no condado de Tuscarawas no estado estadounidense de Ohio. No ano de 2010 tinha uma população de 824 habitantes e uma densidade populacional de 12,39 pessoas por km².

## Geografia
O município de Washington encontra-se localizado nas coordenadas 40° 15′ 16″ N, 81° 28′ 45″ O. Segundo a Departamento do Censo dos Estados Unidos, o município tem uma superfície total de 66.52 km², da qual 66,5 km² correspondem a terra firme e (0,02 %) 0,01 km² é água.

## Demografia
Segundo o censo de 2010, tinha 824 pessoas residindo no município de Washington. A densidade populacional era de 12,39 hab./km². Dos 824 habitantes, o município de Washington estava composto pelo 96,24 % brancos, o 1,82 % eram afroamericanos, o 0,12 % eram de outras raças e o 1,82 % eram de uma mistura de raças. Do total da população o 0,61 % eram hispanos ou latinos de qualquer raça.